# Rodrigo Ruiz Zárate
Rodrigo Ruiz Zárate (né le 14 avril 1923 et mort le 5 mai 1999) est un footballeur international mexicain, qui évoluait en tant qu'attaquant.

## Biographie
Il a évolué dans le club mexicain du Chivas de Guadalajara.
Il participa à la coupe du monde 1950 au Brésil avec la sélection mexicaine, mais ne joue que les deux premiers matchs contre les Brésiliens et les Yougoslaves, perdus 4-0 et 4-1. Le Mexique est éliminé dès le premier tour.